# Svenska mästerskapen i fälttävlan 1957
Svenska mästerskapen i fälttävlan 1957 avgjordes i Skövde . Tävlingen var den 7:e upplagan av Svenska mästerskapen i fälttävlan.

## Resultat
| Placering | Ryttare        | Häst     |
| --------- | -------------- | -------- |
| 1         | Ewert Olausson | Iron     |
| 2         | Jonas Lindgren | Eldorado |
| 3         | Bi Asker       | Fairita  |